# Chocim (Prudnik)

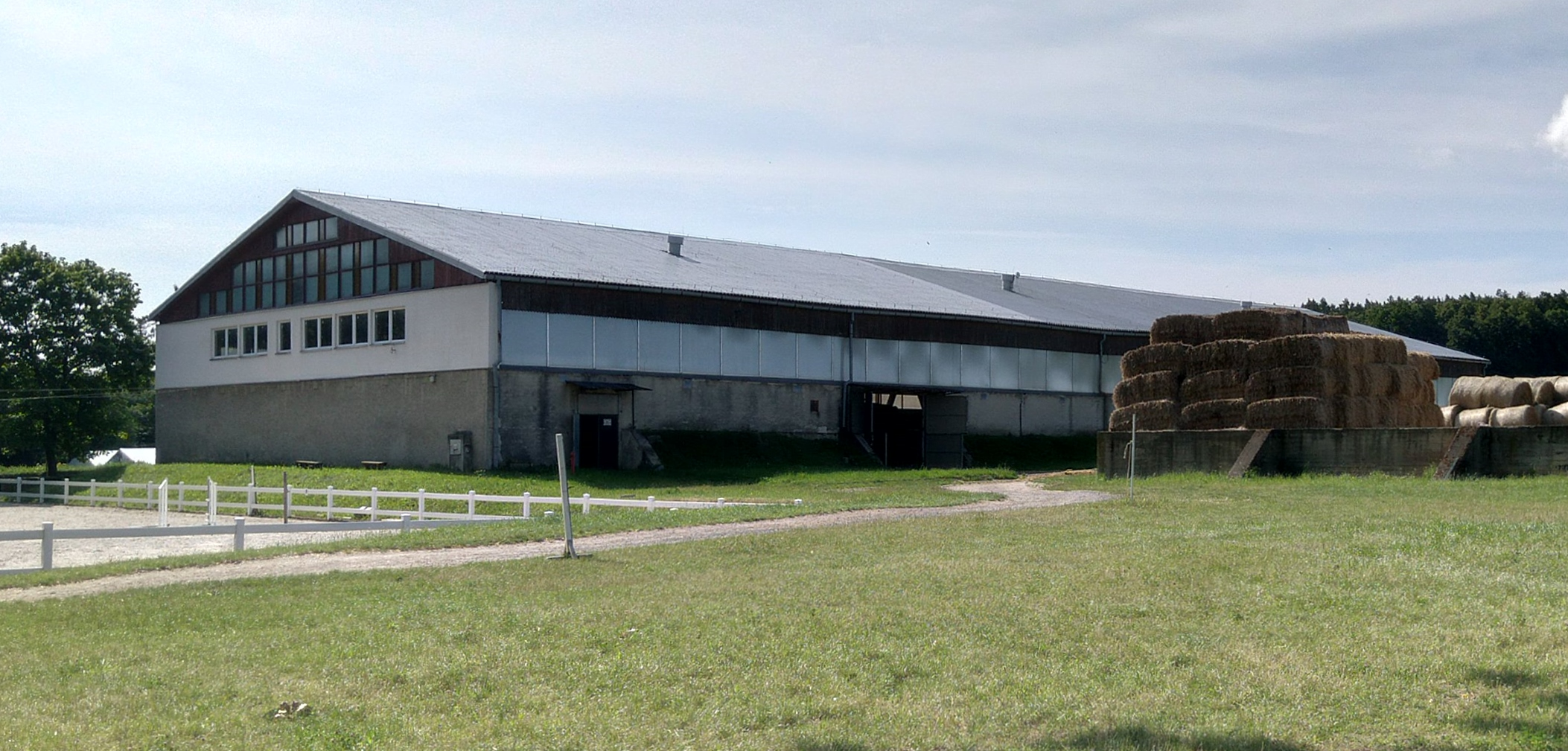
Pferdestall

Chocim (deutsch: Kotzem, 1936–1945 Linden) ist ein Ort in der Stadt- und Landgemeinde Prudnik im Powiat Prudnicki der Woiwodschaft Opole in Polen.

## Geographie
Chocim liegt einen Kilometer südwestlich von Prudnik (Neustadt O.S.) und 53 Kilometer südwestlich von Opole (Oppeln) in der Nizina Śląska (Schlesische Tiefebene). Etwa vier Kilometer südlich verläuft die Landesgrenze zu Tschechien. Südwestlich des Orts erstreckt sich das Zuckmanteler Bergland (Góry Opawskie).
Nachbarorte von Chocim sind im Nordosten Prudnik, im Süden Dębowiec (Eichhäusel), im Westen Łąka Prudnicka (Gräflich Wiese) und im Südwesten Moszczanka (Langenbrück).

## Geschichte
Bis 1945 befand sich der Ort im Landkreis Neustadt O.S.
1945 kam der bisher deutsche Ort Linden unter polnische Verwaltung und wurde in Chocim umbenannt und der Woiwodschaft Schlesien angeschlossen. 1950 kam der Ort zur Woiwodschaft Oppeln. 1999 kam der Ort zum Powiat Prudnicki.